# 弘法の滝護国寺
弘法の滝真言宗 別格本山護国寺（こうぼうのたきしんごんしゅうべっかくほんざんごこくじ）は、香川県小豆郡小豆島町中山にある真言宗の寺院である。瀬戸内海の小豆島の中央部に位置し、奥中山に流れる島最大の河川、伝法川（でんぽうがわ）の上流にある。
境内奥地の弘法の滝から湧出する霊泉は、如何なる悪天候でも水量不変を誇る日本屈指の霊泉である。
伝承によれば貞享年間、弘法大師（空海）が小豆島御巡錫の際に錫を止められて修行を行なった所とされている。弘法大師は当時島民が水不足に悩んでいることを憐れみ、八葉蓮華に形づくる霊地を探し求めて、ついにこの地に至り、八大竜王を竜神として勧請したと伝えられる。この地は伝法川と地名も残されている通り、いつの日か世に再び現れて法を伝え民衆済世の根源となさんがために選ばれた聖地（西の高野）であったと考えられる。弘法の滝はこの八葉の霊域の中央部にあたる。
この霊山こそ現在の伝法川と名づく如く何時の日か世に出現し法を伝え民衆済世の根源となさんと、選ばれた聖地であったと考えられる。
真言宗別格本山であるが、小豆島八十八ヶ所霊場には含まれていない。このため現在は島を訪れるお遍路さんの中でも特に信仰心の厚いの人のみ参拝する寺院となっている。

## 弘法の滝霊泉
地表380ｍの高さより地下水が湧き出て地中の岩石が溶け込み、霊泉となってこんこんと湧き出ている。
この霊泉の水を飲むと胃腸・糖尿病などが回復するほか、水を飲んでかつ滝の中に白衣を着て修行すると、いかなる業病難病も良くなると信じられている。